# Marietta (Georgia)
Marietta ist mit 60.972 Einwohnern (Stand: Volkszählung 1. April 2020) die größte Stadt im Cobb County, Georgia und dessen County Seat. Die Stadt stellt eine principal city der Metropolregion Atlanta dar.

## Geschichte
Das United States Army Corps of Engineers wählte Marietta in der Zeit von 1838 bis 1842 als Basis für den Bau der Western and Atlantic Railroad. In dieser Zeit wuchs die Stadt explosionsartig an.
Am 12. April 1862 wurde hier von einer Gruppe von Nordstaatlern eine Dampflokomotive gestohlen. Dieser Diebstahl führte zu einer Verfolgungsjagd per Lokomotive und ging als Andrews-Überfall in die US-Geschichte ein.
Die Stadt spielte während des Atlanta-Feldzugs von Mai bis September 1864 eine größere Rolle, da hier die Schlacht von Marietta, die Schlacht von Kolb's Farm und die Schlacht von Kennesaw Mountain stattfanden. Die Kampfplätze liegen heute im Kennesaw Mountain National Battlefield Park. Auf den Friedhöfen von Marietta Confederate Cemetery und im Marietta National Cemetery sind tausende von Toten des Bürgerkrieges beerdigt worden.
Am 17. August 1915 geriet Marietta in die nationalen Schlagzeilen, nachdem hier der unter Mordanklage stehende Jude Leo Frank von einer Volksmenge gelyncht worden war. Es war der erste weithin beachtete antisemitisch motivierte Mordanschlag in der Geschichte der Vereinigten Staaten.

## Bildung
In Marietta sind drei Hochschulen angesiedelt:
- Die technische Hochschule Southern Polytechnic State University
- eine Fachschule Chattahoochee Technical College, und
- eine private Hochschule der Chiropraktik Life University.

## Wirtschaft

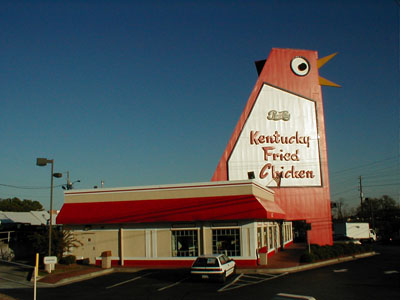
„The Big Chicken“

In Marietta befindet sich auch Dobbins Air Reserve Base, ein Luftstützpunkt der US-amerikanischen Luftwaffenreserve. Nebenan liegt ein Werk von Lockheed Martin, in dem viele Militärflugzeuge gebaut werden, z. B. C-130 Hercules und F-22 Raptor.
Die größten Arbeitgeber waren 2018:
| Arbeitgeber                    | Arbeitnehmer |
| ------------------------------ | ------------ |
| Lockheed Martin                | 8.200        |
| Dobbins Air Reserve Base       | 4.500        |
| Wellstar Kennestone Hospital   | 4.255        |
| Cobb County Public Safety      | 2.312        |
| The Home Depot                 | 1.906        |
| Cobb County Government         | 1.441        |
| Tip Top Poultry                | 1.400        |
| Cobb County Board of Education | 1.387        |
| Marietta City Schools          | 1.283        |
| C.W. Matthews Contracting, Inc | 1.012        |

## Sehenswürdigkeiten
Das Wahrzeichen von Marietta und Anziehungspunkt für Touristen ist das 1963 errichtete Big Chicken, ein Restaurant mit einer 17 Meter hohen Stahlkonstruktion, die ein sich bewegendes Huhn darstellt.

## Städtepartnerschaften
Partnerstädte Mariettas sind
- Heredia in Costa Rica
- Linz am Rhein in Deutschland; seit 1965

## Söhne und Töchter der Stadt
- Shareef Abdur-Rahim (* 1976), Basketballspieler
- BG James (* 1969), Wrestler
- Buff Bagwell (* 1970), Wrestler
- William Julius Barker (1886–1968), Bundesrichter
- Randall Bentley (* 1991), Schauspieler
- Dan Byrd (* 1985), Schauspieler
- Lucius D. Clay (1898–1978), General der US Army und Militärgouverneur der US-amerikanischen Besatzungszone in Deutschland
- Dearica Hamby (* 1993), Basketballspielerin
- Daniel Haugh (* 1995), Hammerwerfer
- Abigail Hawk, Schauspielerin
- Jere Hutcheson (* 1938), Komponist und Musikpädagoge
- Brad Johnson (* 1968), American-Football-Spieler
- Cledus T. Judd (* 1964), Country-Sänger und Entertainer
- Kyle Lucas (* 1986), Rapper
- William Gibbs McAdoo (1863–1941), Senator und Finanzminister
- Melanie Oudin (* 1991), Tennisspielerin
- Jennifer Paige (* 1973), Popsängerin und Songwriterin
- Robert Patrick (* 1958), Schauspieler und Produzent
- Cody Rhodes (* 1985), Wrestler
- Collin Sexton (* 1999), Basketballspieler
- Doug Stone (* 1956), Country-Musiker
- Ashley Tappin (* 1974), Schwimmerin und dreifache Olympiasiegerin
- Brynden Trawick (* 1989), American-Football-Spieler
- Ray Traylor (1962–2004), Wrestler
- Travis Tritt (* 1963), Country-Sänger und Songwriter,
- Rodrigo Blankenship (* 1997), American-Football-Spieler
- Trey Sermon (* 1999), American-Football-Spieler
- Keshav Chopra (* 2001), Tennisspieler
- Scoot Henderson (* 2004), Basketballspieler